# Leucodon laxifolius
Leucodon laxifolius là một loài Rêu trong họ Leucodontaceae. Loài này được Müll. Hal. & M. Fleisch. mô tả khoa học đầu tiên năm 1917.